# Bauwerke und Denkmäler
Bauwerke und Denkmäler war die letzte Dauermarkenserie der Deutschen Post in der DDR. Die Marken erschienen nach der Währungs-, Wirtschafts- und Sozialunion am Montag, 2. Juli 1990 in DM-Währung und waren ab diesem Zeitpunkt auch im Gebiet der Bundesrepublik Deutschland und in West-Berlin bis zum 31. Dezember 1991 gültig. Mischfrankaturen mit den Marken der Deutschen Bundespost und der Deutschen Bundespost Berlin waren erlaubt, solche mit älteren DDR-Briefmarken in DDR-Mark nur  bis zum 2. Oktober 1990, als diese ungültig wurden.

## Druckverfahren
Die von Hans Detlefsen entworfenen Marken wurden im Rastertiefdruck mit einer Kammzähnung von 14 1/4 zu 14 in Bogen (10×10) und Michel-Nummer 3346 zusätzlich als Rollenmarke (ab 31. Juli 1990) gedruckt. Die Marken 3345 und 3346 wurden auch in Markenheftchen (MH 10) ausgegeben.

## Liste der Marken

### Dauermarken
| Bild | Beschreibung                    | Werte in Pfennig | Auflage     | Besonderheiten | Mi.-Nr |
| ---- | ------------------------------- | ---------------- | ----------- | --- | ------ |
|      | Albrechtsburg und Dom, Meißen   | 10               | 170.000.000 | | 3344   |
|      | Goethe-Schiller-Denkmal, Weimar | 30               | 283.640.000 | - Die Marken 3345 und 3346 wurden auch in Markenheftchen (MH 10) ausgegeben. - für die Postkarten, siehe auch Abschnitt: Ganzsachen       | 3345   |
|      | Brandenburger Tor, Berlin       | 50               | 352.240.000 | - Die Marken 3345 und 3346 wurden auch in Markenheftchen (MH 10) ausgegeben. - Zusätzlich auch als Rollenmarke ab 31. Juli 1990 gedruckt. | 3346   |
|      | Kyffhäuser-Denkmal              | 60               | 55.000.000  | | 3347   |
|      | Semper-Oper, Dresden            | 70               | 75.000.000  | | 3348   |
|      | Sanssouci, Potsdam              | 80               | 50.500.000  | | 3349   |
|      | Wartburg, Eisenach              | 100              | 45.000.000  | | 3350   |
|      | Dom, Magdeburg                  | 200              | 80.000.000  | | 3351   |
|      | Schloß, Schwerin                | 500              | 25.500.000  | | 3352   |

### Ganzsachen
Das Postkartenporto galt bis zum 31. März 1991 im Verkehrsgebiet Ost sowie in alle Ostblockländer. Postkarten ins westliche Ausland kosteten zum damaligen Zeitpunkt 50 Pfennig, hierfür wurden jedoch keine eigenständigen amtlichen Postkarten hergestellt. Am 31. März 1991 endete auch der Schalterverkauf der Postkarten, mit zusätzlicher Frankatur konnten die Karten bis zum 31. Dezember 1991 verwendet werden.
| Bild | Beschreibung                    | Werte in Pfennig | Auflage      | Ausgabedatum (1990)  | Besonderheiten | Mi.-Nr      |
| ---- | ------------------------------- | ---------------- | ------------ | -------------------- | --- | ----------- |
|      | Goethe-Schiller-Denkmal, Weimar | 30               | xxx.xx0.000  | 2. Juli              | Postkarte I: ab 2. Juli II: ab September                                                                                               | P 107 →3345 |
|      | Goethe-Schiller-Denkmal, Weimar | 30/30            | xxx.xx0.000  | 28. August           | Postkarte mit Antwortkarte | P 108 →3345 |
|      | Goethe-Schiller-Denkmal, Weimar | 30               | je 1.000.000 | siehe Besonderheiten | Bildpostkarte mit drei verschiedenen Motiven: - /01 Greifswald (7. August) - /02 MS Arkona (28. August) - /03 Schwerin (18. September) | P 109 →3345 |